# Royal Ulster Rifles

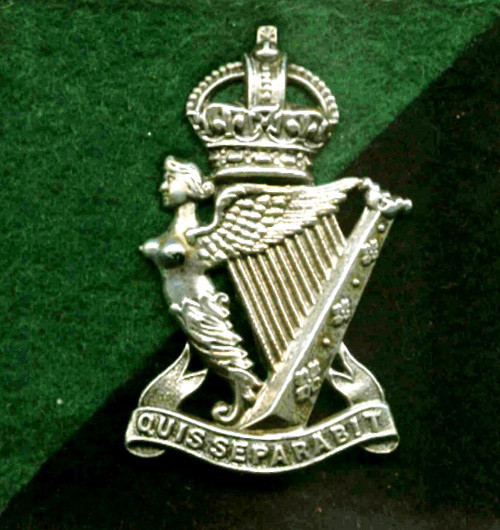
Mützenabzeichen der Royal Ulster Rifles

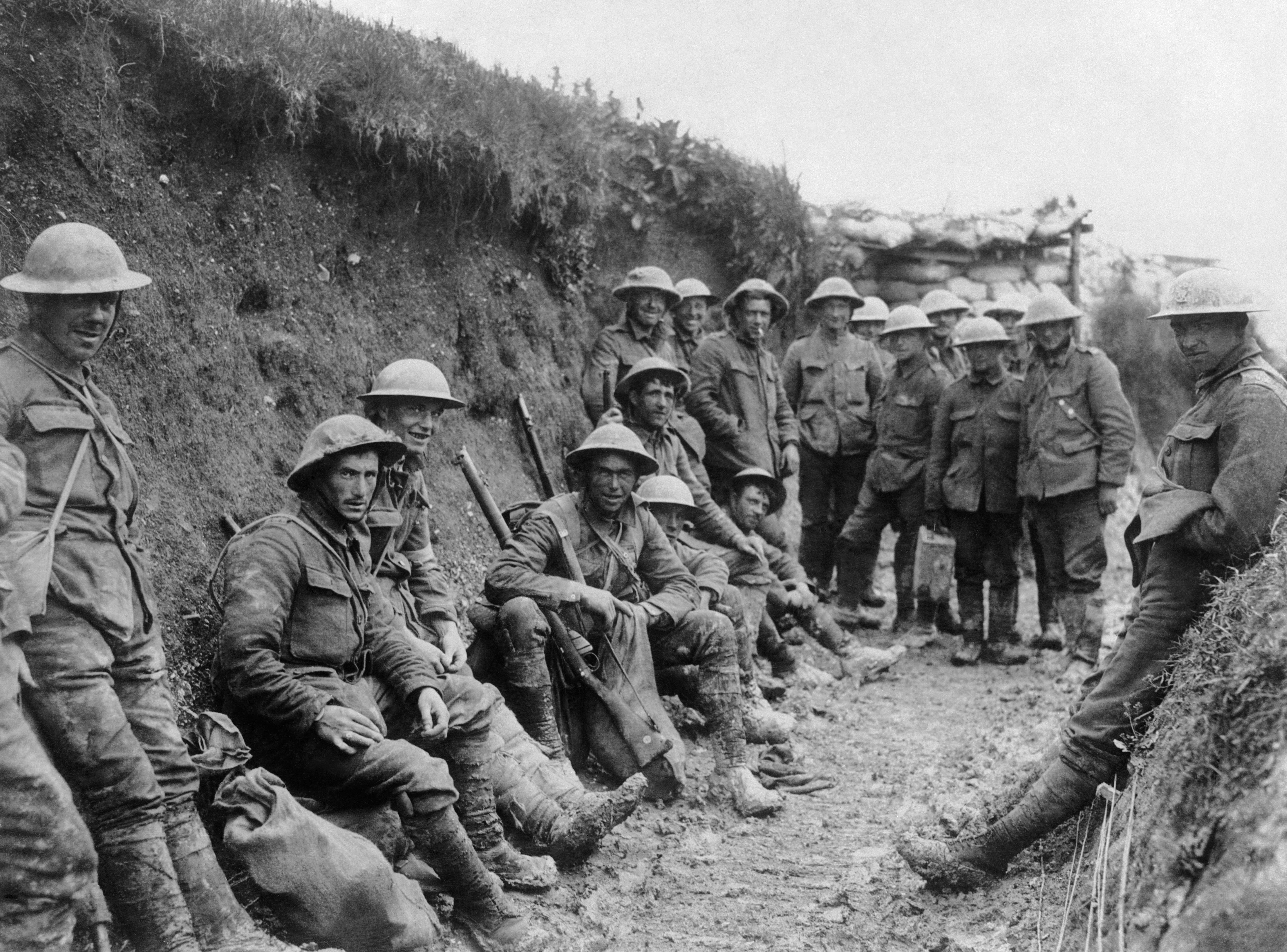
Eine Verpflegungs-Pause der Irish Rifles während der Schlacht an der Somme 1916

Die Royal Ulster Rifles (bis 1921 Royal Irish Rifles) waren ein irisches Jäger-Regiment innerhalb der britischen Armee. Die Einheit wurde 1881 gegründet und wurde 1968 in die Royal Irish Rangers integriert.

## Geschichte des Regiments
Die Geschichte des Regiments geht zurück bis in die Regierungszeit von König Georg III.
1793 expandierte die britische Armee, um ihre Aufgaben im Krieg gegen die Erste Französische Republik (Koalitionskriege) erfüllen zu können. Als Teil dieser Expansion wurden zwei neue Infanterieregimenter, das 83rd Regiment of Foot und das 86th Regiment of Foot, ausgehoben. Am 1. Juli 1881 wurden im Zuge der Childers-Reformen die beiden regulären Regimenter, das 83rd und das 86th, sowie die Milizinfanterie-Regimenter der Grafschaften Antrim, Down und Louth zu einem Regiment, den Royal Irish Rifles zusammengelegt. Es war fortan eines von acht Regimentern, die in Irland rekrutierten und in Irland stationiert waren. Es war das Grafschaftsregiment von Antrim, Down und Louth, und hatten sein Garnisonsdepot in Belfast. Militärisch gesehen wurden die Regimenter Irlands als separates Kommando unter dem Befehl des Vereinigten Königreichs mit seinem Hauptkommando bei Parkgate (Phoenix Park) in Dublin geführt.
Das Regiment kämpfte im 1899–1902 Zweiten Burenkrieg und 1914–1918 im Ersten Weltkrieg.
Im Zuge der Unabhängigkeitsbestrebungen großer Teile Irlands wurden die Royal Irish Rifles 1921 nach der Provinz Ulster zu Royal Ulster Rifles umbenannt und 1922 verlor das Regiment mit der Unabhängigkeit des Irischen Freistaates seinen Bezug zur Grafschaft Louth.
Die Royal Ulster Rifles begingen Anfang September 1938 ein Massaker an den Bewohnern des arabischen Dorfes al-Bassa nahe der libanesischen Grenze, wo das Regiment im britischen Mandatsgebiet Palästina an den Kämpfen zur Niederschlagung des Arabischen Aufstands von 1936–1939 teilnahm. Um vier von einer Mine getötete Soldaten zu rächen, wurden 20 männliche Dorfbewohner in einen Bus gepfercht, dessen Fahrer zur Fahrt über eine eigens gelegte Mine gezwungen wurde, wodurch der Bus explodierte und die darin eingesperrten Menschen zerfetzt wurden. Danach machten die Royal Ulster Rifles al-Bassa dem Erdboden gleich. Sie blieben straflos. Auf den Tod eines RUR-Soldaten durch eine Mine nahe dem Dorf Kafr Yasif reagierten die Briten im Februar 1939 mit dem Niederbrennen von über 70 Häusern in dem Ort und der Sprengung von über 40 Häusern. Die arabischen Zivilisten betonten, dass die Täter Iren waren. Die obdachlos gewordenen Bewohner Kafer Yasifs begaben sich darauf vor das Eingangstor des deutschen Konsulats in Haifa und riefen in ihrem Zorn: „Wir wollen Hitler! Wir wollen Mussolini!“
1939–1945 kämpfte des Regiment im Zweiten Weltkrieg sowie 1950–1953 im Koreakrieg.
Im Juli 1968 wurden die Royal Ulster Rifles zusammen mit den Royal Inniskilling Fusiliers und den Royal Irish Fusiliers zu den Royal Irish Rangers (27th (Inniskilling) 83rd & 87th) zusammengelegt.

## Regimentschefs
Colonels of the Regiment waren:
- 1881–1883: General William Gustavus Brown (1st Battalion, vormals 83rd Foot)
- 1881–1886: Field Marshal Sir John Michel (bis 1883 nur 2nd Battalion, vormals 86th Foot)
- 1886–1914: General Wilmot Henry Bradford
- 1914–1915: General Sir Charles John Burnett
- 1915–1922: Field Marshal Sir Henry Hughes Wilson, 1. Baronet
- 1922–1937: General Sir Alexander John Godley
- 1937–1947: Lieutenant-General Sir Denis John Charles Kirwan Bernard
- 1947–1957: General Sir James Stuart Steele
- 1957–1962: Brigadier Ian Henry Good
- 1962–1968: Major-General Ian Cecil Harris